# Luann Ryon
Luann Marie Ryon (Long Beach, 13 de enero de 1953-Riverside, 27 de diciembre de 2022) fue una deportista estadounidense que compitió en tiro con arco, en la modalidad de arco recurvo.
Participó en los Juegos Olímpicos de Montreal 1976, obteniendo una medalla de oro en la prueba individual. Ganó tres medallas en el Campeonato Mundial de Tiro con Arco al Aire Libre, en los años 1977 y 1983.

## Palmarés internacional
| Juegos Olímpicos                 | Juegos Olímpicos             | Juegos Olímpicos  | Juegos Olímpicos |
| Año                              | Lugar                        | Medalla           | Prueba           |
| -------------------------------- | ---------------------------- | ----------------- | ---------------- |
| 1976                             | Montreal (Canadá)            | Medalla de oro    | Individual       |
| Campeonato Mundial al Aire Libre |                              |                   |                  |
| Año                              | Lugar                        | Medalla           | Prueba           |
| 1977                             | Canberra (Australia)         | Medalla de oro    | Individual       |
| 1977                             | Canberra (Australia)         | Medalla de oro    | Equipo           |
| 1983                             | Los Ángeles (Estados Unidos) | Medalla de bronce | Equipo           |